# Nuttalliellidae
Nuttalliellidae é uma família monotípica de carraças pertencentes à ordem Ixodida, com distribuição natural no sueste e sul da África, da Tanzânia à Namíbia e África do Sul. Inclui apenas o género Nuttalliella, também monotípico por ser constituído apenas pela espécie Nuttalliella namaqua. A família é considerada um fóssil vivo e é considerada a mais basal da linhagens de carrapato extantes. Distingue-se dos carrapatos pertencentes às famílias Ixodidae e Argasidae por uma combinação de caracteres que inclui a posição dos stigmata, a falta de setae, o integumento fortemente corrugado e a forma das placas fenestradas.